# Елізабет Фолькенрат
Елізабет Фолькенрат, уроджена Мюлан (нім. Elisabeth Volkenrath (Mühlan); 5 вересня 1919, Шенау-ан-дер-Кацбах — 13 грудня 1945, Гамельн) — наглядачка кількох нацистських концентраційних таборів під час Другої світової війни.

## Біографія
Мюлан була некваліфікованою працівницею, коли потрапила на службу в концентраційний табір як доброволиця. Її служба почалася в жовтні 1941 року, коли її призначили в Равенсбрюк простою наглядачкою. У березні 1942 року вона перевелася в Аушвіц ІІ Біркенау, де почала працювати на тій же посаді, що і в Равенсбрюку. В Аушвіці вона познайомилася з роттенфюрером СС Гайнцем Фолькенратом, який почав працювати в концтаборі в 1941 році блокфюрером (спостерігачем за порядком в бараку). Вони одружилися в 1943 році. Елізабет Фолькенрат брала участь у відборі в'язнів в газові камери. У листопаді 1944 року Елізабет призначено на посаду старшої наглядачки всього відділення для жінок-ув'язнених Аушвіцу.
Коли Аушвіц був закритий, Фолькенрат перевели в концтабір Берген-Бельзен. У лютому 1945 року вона була призначена на посаду старшої наглядачки в Берген-Бельзені.
У квітні 1945 року Елізабет Фолькенрат була арештована британською армією і постала перед судом під час Бельзенського процесу. Її засудили до смертної кари. Вирок був виконаний в Гамельнській в'язниці відомим англійським катом Альбертом Пірпойнтом.